# Michael von Hauff
Michael von Hauff (* 1947) ist ein deutscher Ökonom und war Inhaber des Lehrstuhls für Volkswirtschaftslehre, insbesondere Wirtschaftspolitik und internationale Wirtschaftsbeziehungen an der Technischen Universität Kaiserslautern.

## Leben und Werk
Michael von Hauff studierte von 1968 bis 1973 Volkswirtschaftslehre an den Universitäten in Augusta/Georgia (USA), Stuttgart und Konstanz. Von 1974 bis 1991 war er als Wissenschaftlicher Mitarbeiter am Betriebswirtschaftlichen Institut der Universität Stuttgart tätig. Am dortigen Lehrstuhl für Wirtschaftstheorie promovierte von Hauff 1977 mit dem Titel Die wirtschaftliche Macht der Gewerkschaften zum Dr. rer. pol. 1987 folgte die Habilitation mit der Arbeit Neue Selbsthilfebewegung und staatliche Sozialpolitik. Von 1991 bis März 2016 war von Hauff Inhaber des Lehrstuhls für Volkswirtschaftslehre, insbesondere Wirtschaftspolitik und internationale Wirtschaftsbeziehungen an der TU Kaiserslautern. Von März 2016 bis 2020 hatte Michael von Hauff eine Seniorforschungsprofessur inne. Darüber hinaus ist er Mitglied des wissenschaftlichen Lenkungskreises des Instituts für Technologie und Arbeit, einem arbeits- und wirtschaftswissenschaftlichen An-Institut der TU Kaiserslautern.
Zu seinen Forschungsgebieten gehören Umwelt- und Entwicklungsökonomie. Das von ihm entwickelte Leitbild einer Nachhaltigen Marktwirtschaft versteht er als eine Erweiterung der Konzeption der Sozialen Marktwirtschaft mit der gleichrangigen Berücksichtigung der drei Dimensionen nachhaltiger Entwicklung: Ökologie, Ökonomie und Soziales.
In Deutschland nahm er mehrere Lehraufträge u. a. an den Universitäten Konstanz und Heidelberg wahr. 1995 hatte er an der University of Delhi - Indien eine Gastprofessur. 2004 hielt er Gastvorlesungen an der Technischen Universität Singapur. Von 2004 bis 2010 hielt er im Rahmen einer Universitätskooperation zwischen der Technischen Universität Kaiserslautern und dem Yangon Institute of Economics - Myanmar Gastvorlesungen. Er ist Mitglied in einer Reihe von nationalen und internationalen Organisationen und in Redaktionen von ökonomischen Fachzeitschriften. Weiterhin ist er Mitglied der Europäischen Akademie für Wissenschaft und Künste. Seit 2010 ist er Mitglied des Kuratoriums der Fridtjof-Nansen-Akademie für politische Bildung im Weiterbildungszentrum Ingelheim.
Der Bundesdeutsche Arbeitskreis für Umweltbewusstes Management hat ihn 2009 mit dem B.A.U.M.-Umweltpreis ausgezeichnet „für langjährige herausragende wissenschaftliche Leistungen zugunsten einer nachhaltigen Entwicklung.“
2015 gehörte er im Rahmen des Rankings der F.A.Z. zu den 100 bedeutendsten Ökonomen im deutschsprachigen Raum.

## Schriften
- M. v. Hauff: Wald und Klima - Aus der Perspektive nachhaltiger Entwicklung. München 2023.
- M. v. Hauff: Grundwissen Circular Economy. 2. Auflage. München 2024.
- M. v. Hauff: Nachhaltige Entwicklung. 3. Auflage. München 2021.
- M. v. Hauff: Nachhaltigkeit für Deutschland? Klare Antworten aus erster Hand. München 2020.
- M. v. Hauff, A. Relles (Hrsg.): Nachhaltige Digitalisierung - Eine noch zu bewältigende Aufgabe. Wiesbaden 2020.
- M. v. Hauff: Nachhaltige Entwicklungspolitik. Stuttgart 2019.
- M. v. Hauff, R. Schulz, R. Wagner: Deutschlands Nachhaltigkeitsstrategie. UVK Lucius, Stuttgart 2018.
- M. v. Hauff, T. Nguyen (Hrsg.): Fortschritte in der Nachhaltigkeitsforschung. Nomos Verlag, Baden-Baden 2018.
- M. v. Hauff, A. Veling: India's Need for a Sustainability Strategy – Creating a Stable and Balanced Development. Ane Books Pvt. Ltd., New Delhi 2017.
- M. v. Hauff, A. Jörg (Hrsg.): Nachhaltiges Wachstum. 2. Auflage. Oldenbourg Verlag, München 2017.
- M. v. Hauff, K. Claus: Fair Trade. 3. Auflage. UVK Lucius UTB, München 2017.
- M. v. Hauff, C. Kuhnke (Hrsg.): Sustainable Development Policy - A European Perspective. Routledge, Oxon, New York 2017.
- M. v. Hauff, A. Mistri: Economic Development and Water Sustainability - Study from an Emerging Nation, India. 1. Auflage. Manak Publications Pvt Ltd, New Delhi 2016.
- M. v. Hauff: Wachstum. Die Kontroverse um nachhaltiges Wachstum. In: Forum HLZ. Wiesbaden 2015.

## Belege
1. ↑  Professor Dr. Michael von Hauff. Abgerufen am 15. Februar 2020.
2. ↑  Wissenschaftlicher Lenkungskreis. Abgerufen am 29. Januar 2020.
3. ↑  Michael von Hauff: Von der Sozialen zur Nachhaltigen Marktwirtschaft. In: Michael von Hauff (Hrsg.): Die Zukunftsfähigkeit der Sozialen Marktwirtschaft. Metropolis, Marburg 2007, S. 349–392.
4. ↑  Pressemitteilung der TU Kaiserslautern: Prof. Dr. Michael von Hauff mit dem B.A.U.M.-Umweltpreis 2009 ausgezeichnet (Memento vom 11. November 2010 im Internet Archive)
5. ↑  F.A.Z-Ökonomenranking 2015: Deutschlands einflussreichste Ökonomen. In: Frankfurter Allgemeine Zeitung. 4. September 2015, abgerufen am 9. August 2017.

| Personendaten    | Personendaten                  |
| ---------------- | ------------------------------ |
| NAME             | Hauff, Michael von             |
| KURZBESCHREIBUNG | deutscher Ökonom und Professor |
| GEBURTSDATUM     | 1947                           |